# イタリアの福祉
イタリアの一般政府歳出（2014年）
イタリアの福祉（イタリアのふくし、Welfare in Italia）は、コーポラティズム保守主義レジームモデルで運営されており、イエスタ・エスピン＝アンデルセンによると社会学の福祉国家研究において世界で最も重要な例であるとされる。
一般政府歳出に占める社会的保護の割合は、2014年には41.8%であった。
また、国民識別番号（コーディチェ・フィスカーレ）が導入されている。

## 分野

### 保健
イタリアは1978年にServizio Sanitario Nazionale(SSN)が発足し、英国を参考にした国民保健サービス制度となった。SSNは公費負担医療によるユニバーサルヘルスケア制度であり全市民を対象としている。初期はミーンズテストは行われなかったが、その後の財政問題により、過剰診療を防ぐため自己負担額が設けられ、また不平等削減のためミーンズテストが導入された。さらに1992年にはSSNにおいても別途自己負担を行えば私的にサービスを受給できるようになり、これによって公費歳出は削減できた。

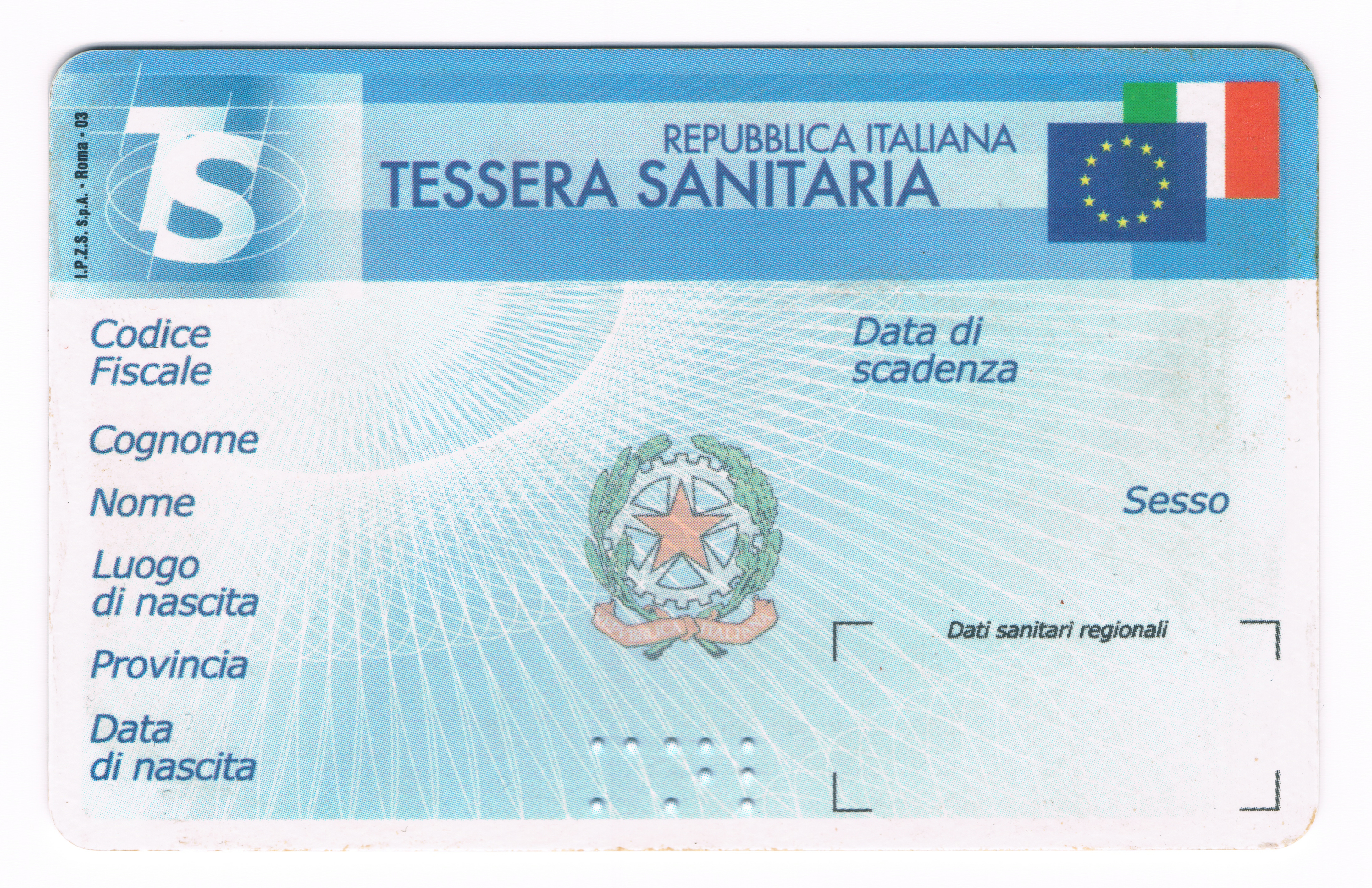
イタリアのSSNカード。国民識別番号を記載。

今日のSSNは、直接税および自治体医療機関収入（患者自己負担）によってまかなわれている。SSNは保健省配下にあるが、地方自治体の主要歳出となっているため、医療機関の管理や患者自己負担割合の決定については自治体レベルで行われる。
地域によって市民の結束関係の違いや、政治的指導者層の手腕の差があるため、地域間での貧富の差は非常に激しい。イタリア中央部はイタリア共産党の優勢地域であり"Red Belt"と呼ばれ、高度・安価・ユニバーサルな制度であり評価は高い。イタリア北部はキリスト教民主党が優勢であり、質は良いが高価である。イタリア南部はmalasanitàと呼ばれ、質が低い。
専門医受診には30ユーロ、薬剤一袋には3ユーロほどであるが、同様の内容であっても民間医療機関の場合は数倍以上になる。そのため金銭的困窮者が排除されているとの報告がある。

### 年金
年金は、一般税収を原資とした最低年金制度であり、20年以上の居住者が受給資格を持つ。

### 家族政策、高齢・障碍者ケア、社会的支援
育児休業は出産前2か月から出産後3か月まで取ることができる。母親は以前の賃金の80％を6か月間受け取ることができ、また一年間は前職を失わない権利がある。家族手当は家庭の人数と収入、および障碍の有無によって決定される。社会的支援はミーンズテストに基づいて必要とする家族へ支給される。高齢者へのサービスは、ハンディの程度と家族的な必要性に基づいて地方自治体より提供され、ボランティア団体やNPOが従事している。無職の障碍者には毎月270ユーロが支給される。

## 課題
少子高齢化が叫ばれており、日本、ドイツに次いで少子化が進行している。

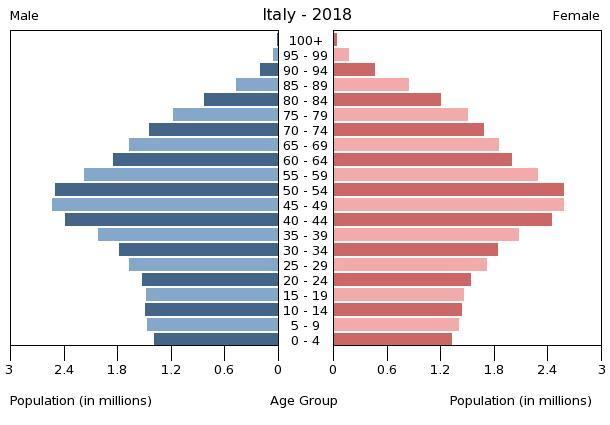
イタリアの人口ピラミッド
OECD各国の老人(65-歳)一人あたり、生産年齢(20-64歳)人口[5]。 濃橙は2012年時点、薄橙は2050年の予想
OECD各国のGDPにおける社会的支出割合（公費および私費）[6]